# MOWAG t1 4x4
De MOWAG T1 4x4 ook wel bekend als de MOWAG GW3500 of MOWAG GW4500 is een militair voertuig van de Zwitserse fabrikant MOWAG. Het werd kort na het beëindigen van de Tweede Wereldoorlog in productie genomen. Het was grotendeels gebaseerd op het Amerikaanse Dodge WC ontwerp en had ook dezelfde motor.

## Geschiedenis
In 1950 werd de MOWAG Motorwagenfabriek in Kreuzlingen opgericht. Het eerste voertuig van MOWAG werd ontwikkeld op basis van en gebruikmakend van diverse onderdelen van de Dodge WC. Door de bestuurderscabine boven de motor te plaatsen was het laadgedeelte groter dan bij de Dodge. Het voertuig was in dienst van circa 1950 tot 1995 en er zijn in totaal bijna 1.700 exemplaren van gemaakt. Het voertuig was in productie tussen 1950 en 1956 en in 1962 werd de productie nog voor een korte tijd herstart voor een verbeterde versie.

## Beschrijving
De MOWAG T1 4x4 had een standaardopbouw. De benzinemotor was van Dodge, telde 6 cilinders en leverde een vermogen van 103 pk. Het type T-137 was in de oorlog veelvuldig gebruikt en had een cilinderinhoud van 3.770 cc. De versnellingsbak telde vier versnellingen voor- en een achteruit. Door toepassing van een extra reductiebak konden de versnellingen in hoge- en lage gearing gebruikt worden (4F1Rx2). Het voertuig had vierwielaandrijving.
Het laadgedeelte was of open en met canvas af te dekken of met een metalen opbouw gesloten. Het voertuig is in zeven verschillende varianten gemaakt. De open variant werd ingezet als wapendrager. Gesloten versies werden gebruikt als radiowagen of ambulance en zijn buiten het leger ook ingezet bij politie en brandweer. De gesloten versies waren zwaarder, hadden een lager laadvermogen waardoor het totaal gewicht in geladen toestand op zo’n 3,5 ton uitkwam. Een lier behoorde tot de uitrusting, al werden niet alle voertuigen hiermee uitgevoerd. De lier had een kabellengte van 80 meter en een trekkracht van 3,5 ton. Een aanhangwagen met een maximaal totaal gewicht van 2,8 ton kon worden meegetrokken. De tank had een inhoud van 80 of 110 liter benzine.

## Speciale versie

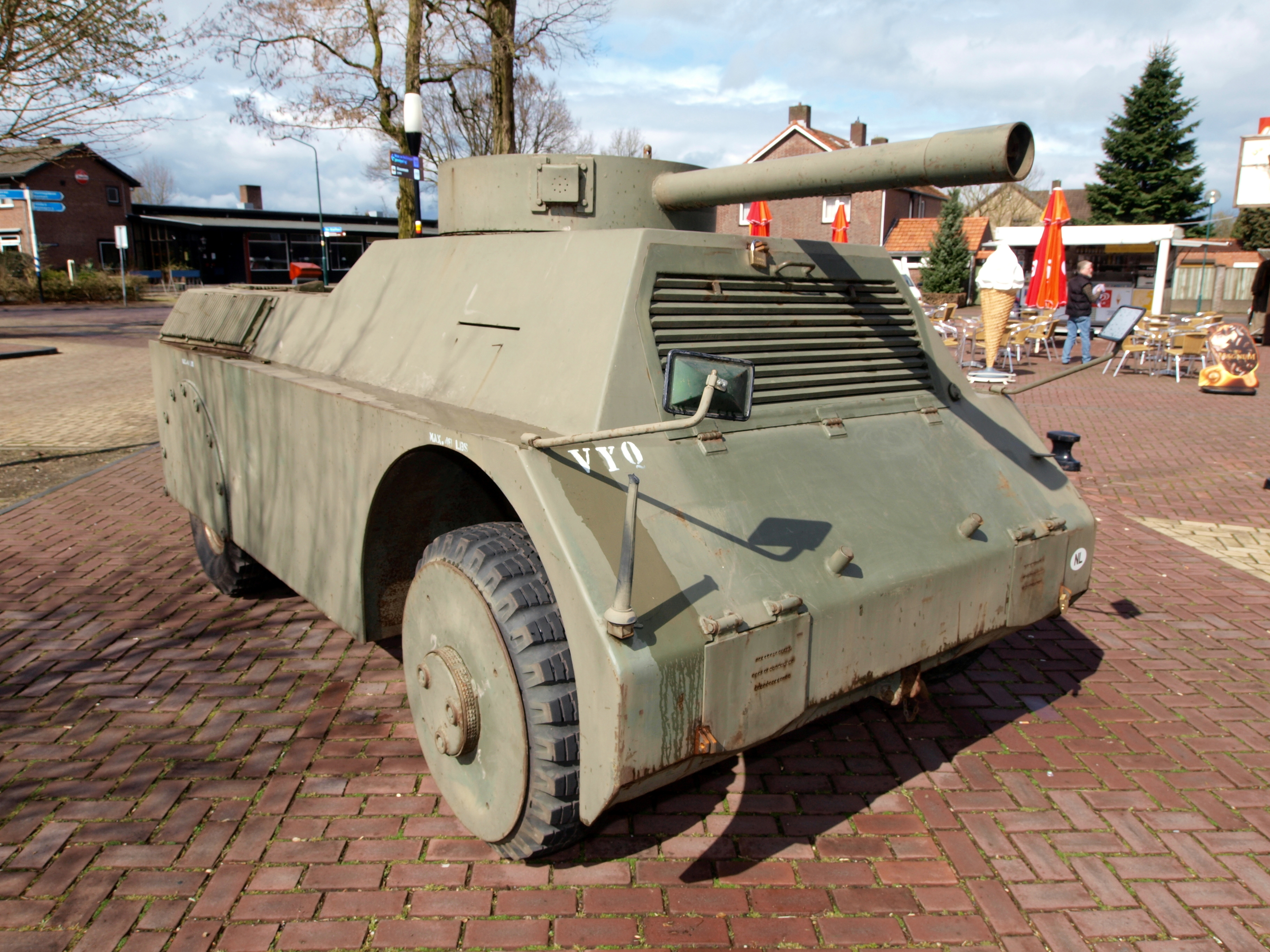
MOWAG Panzerattrappe bij het Oorlogsmuseum Overloon

Op basis van hetzelfde chassis werd ook een dummytank voor oefendoeleinden gemaakt, de zogenaamde Panzerattrappe. Er werden 240 exemplaren geproduceerd die tussen 1954 en 1987 in gebruik zijn geweest. Het had een totaal gewicht van iets meer dan 5 ton en kon naast de chauffeur twee passagiers meenemen. Het voertuig had aandrijving op alle vier wielen en de maximumsnelheid lag op 57 km/u.

## Inzet
Het voertuig is eigenlijk alleen in Zwitserland in gebruik geweest. Naast het Zwitserse leger, die het voertuig tot 1995 in gebruik had, werd het gebruikt door politie en brandweer. De voertuigen zijn afgestoten en veel zijn in particuliere handen gekomen. Drie voertuigen van leger en politie zijn in de collectie opgenomen van het legermuseum in Full-Reuenthal.
Het Zwitserse leger had in totaal 1.668 stuks in gebruik als volgt verdeeld:
- 755 stuks voor het vervoer van manschappen
- 268 ambulances
- 363 commandowagens
- 42 communicatiewagens
- 240 panzerattrappen